# Malleola andamanica
Malleola andamanica är en orkidéart som beskrevs av Nambiyath Puthansurayil Balakrishnan och N.Bhargava. Malleola andamanica ingår i släktet Malleola och familjen orkidéer.
Artens utbredningsområde är Andamanerna. Inga underarter finns listade i Catalogue of Life.